# Za co?
Za co? (ros. За чтo?) – opowiadanie Lwa Tołstoja z 1906 roku. Opowiadanie powstało na motywach autentycznej historii, a postać głównego bohatera utworu – Józefa Migurskiego miała swój historyczny odpowiednik w osobie powstańca Wincentego Migurskiego.

## Treść
Tematem utworu jest historia Józefa Migurskiego, uczestnika powstania listopadowego, który po klęsce powstania został zesłany w głąb Rosji. W ślad za nim na zesłanie udaje się jego ukochana, a później żona - Albina. Oboje podejmują próbę ucieczki z zesłania…
Autor, choć był rodowitym Rosjaninem w swoim utworze wyraził poparcie dla sprawy polskiej i z sympatią pisał o uczestnikach antyrosyjskiej rewolucji. Można w jego utworze znaleźć też krytyczne uwagi pod adresem caratu i rosyjskiej polityki.
Utwór został przetłumaczony na język polski i wydany po raz pierwszy w 1913 roku. Niektóre polskie wydania nosiły podtytuł Opowiadanie z czasów powstania 1831 r.